# Niewodnica Nargilewska-Kolonia
Niewodnica Nargilewska-Kolonia (dawn. Niewodnica Norgielewska-Kolonia) – kolonia w Polsce położona w województwie podlaskim, w powiecie białostockim, w gminie Juchnowiec Kościelny.
W latach 1975–1998 miejscowość administracyjnie należała do województwa białostockiego.